# Palais Lobkowitz (Vienne)
 (novembre 2020).
Si vous disposez d'ouvrages ou d'articles de référence ou si vous connaissez des sites web de qualité traitant du thème abordé ici, merci de compléter l'article en donnant les références utiles à sa vérifiabilité et en les liant à la section « Notes et références ».

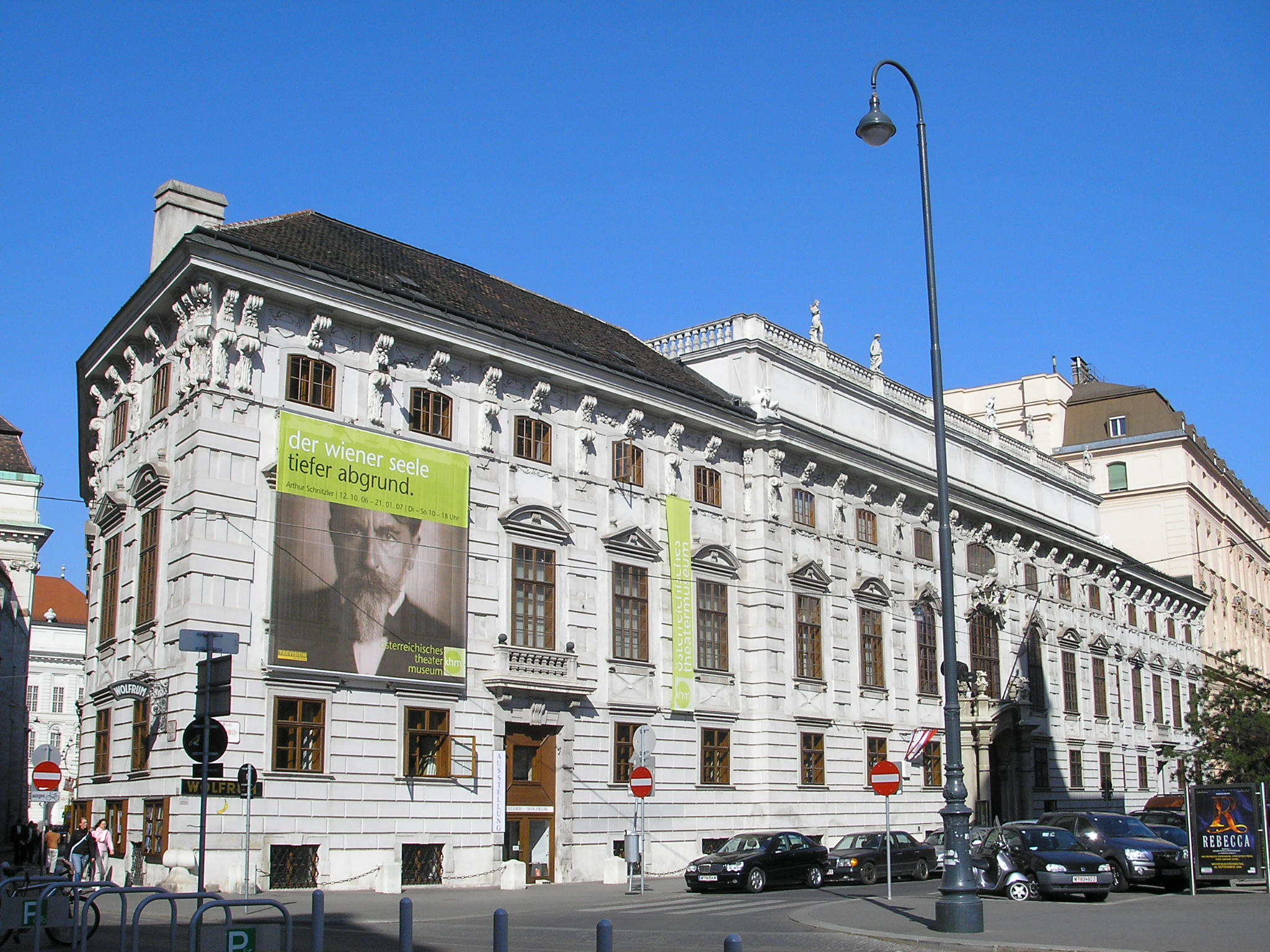
Le palais Lobkowitz aujourd'hui

Le Palais Lobkowitz (aussi: Palais Dietrichstein-Lobkowitz) est un palais baroque du centre-ville de Vienne. Il se dresse sur la Lobkowitzplatz qui porte son nom, et est l'un des plus anciens palais de Vienne. Le palais est le premier palais de la ville baroque important construit après le deuxième siège turc de 1683, lorsque la noblesse n'avait plus à investir son argent uniquement à des fins militaires.
La façade du palais, contrairement à son intérieur, a été en grande partie conservée dans son état d'origine depuis sa construction.

## Histoire

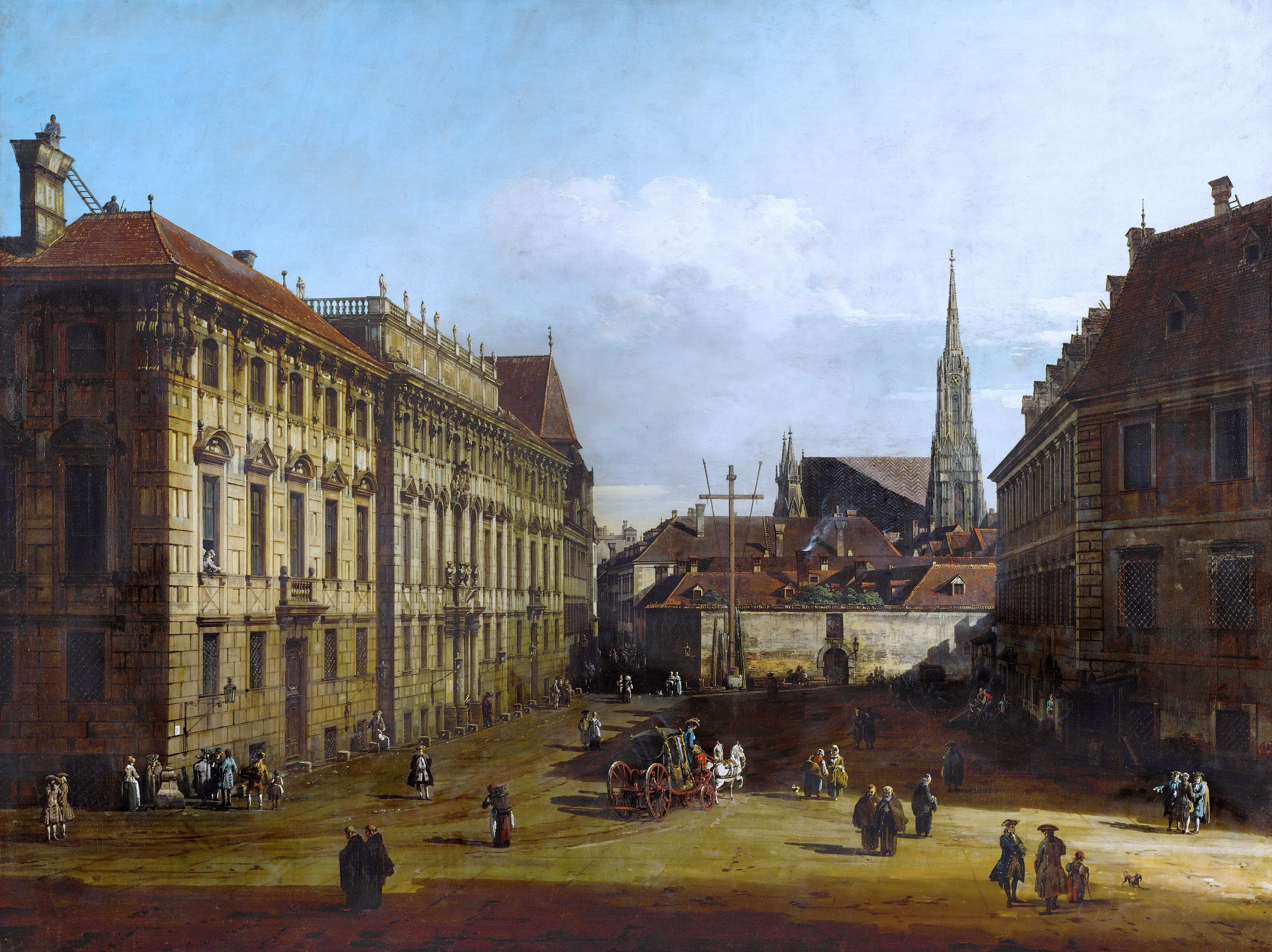
Le palais Lobkowitz (à gauche) vers 1760, peint par Canaletto

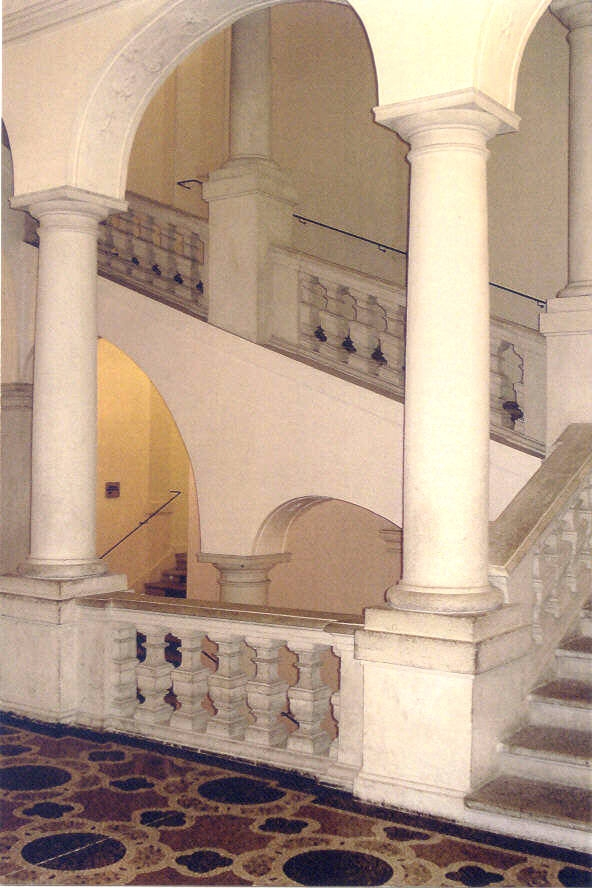
Escalier

La Lobkowitzplatz d'aujourd'hui s'appelait Schweinemarkt jusqu'en 1716, puisqu'elle était là jusqu'à la fin du XVIIe siècle le "Saumarkt" viennois. À cette époque, l'un des sites d'exécution viennois était également situé ici.
La maison d'origine sur le site du palais actuel a été vendue en 1685 par Leopold Freiherrn von Felß au maître de l'écurie impériale Philipp Sigmund Graf von Dietrichstein. Le comte a également acheté les bains publics voisins et fait démolir les deux bâtiments. De 1685 à 1687, il fit construire le palais actuel par Giovanni Pietro Tencalla.
La famille Dietrichstein commanda plus tard plusieurs modifications au palais. En 1709, Johann Bernhard Fischer von Erlach trouva une solution unique à Vienne pour le portail principal : il était voûté d'un arc en diadème richement décoré. Ces sculptures sur pierre ont été réalisées par Giovanni Battista Passerini et Elias Hügel de Kaisersteinbruch. Joseph Emanuel, le fils de Fischer von Erlach, a également reçu une commande.
Après plusieurs changements de propriétaires (dont le comte Wenzel von Gallas), le palais fut acheté en 1745 par Ferdinand Philipp, prince de Lobkowitz. Le palais a appartenu à la famille Lobkowitz jusqu'en 1980.
Au tournant du XIXe siècle, Ludwig van Beethoven était souvent invité dans le palais, car le propriétaire de l'époque, Franz Joseph von Lobkowitz, était un important mécène du compositeur. Beethoven a joué sa 3e Symphonie (à l'origine dédiée à Napoléon et donc appelée «Eroica») le 9 juin 1804 dans la salle de bal du Palais (plus tard appelée «Eroica Hall»). La 4e Symphonie de Beethoven a été créée ici en mars 1807.
Après deux concerts à l' école d'équitation d'hiver de la Hofburg de Vienne le 29 novembre et le 3 décembre 1812, Musikfreunde fonda une société des amis de la musique (aujourd'hui connue dans le monde entier sous le nom de Wiener Musikverein). Au palais de Lobkowitz, il y avait une liste sur laquelle les personnes intéressées à devenir membres fondateurs pouvaient s'inscrire. Le premier siège de la société était dans le palais.
Lors du Congrès de Vienne, de nombreuses fêtes et bals se déroulaient dans le palais. Vers le milieu du XIXe siècle, la famille Lobkowitz a déménagé le siège de la famille dans le palais de la famille Raudnitz au nord de Prague et a mis en location le palais viennois.
De 1869 à 1909, la batisse a été utilisée comme ambassade de France. De 1919 à 1938, l'ambassade de Tchécoslovaquie y abrita, de 1939 à 1945 (après adaptation par Josef Hoffmann) la «Maison de la Mode». Après la fin de la Seconde Guerre mondiale, la maison a été utilisée comme siège de l'Institut français viennois. En 1980, le palais a finalement été acheté par l'État et, après d'importants travaux de rénovation, a été utilisé comme musée du théâtre autrichien (dans l'Association de l'Institut scientifique, Kunsthistorisches Museum Wien) depuis 1991.

Vues sur le palais Lobkowitz
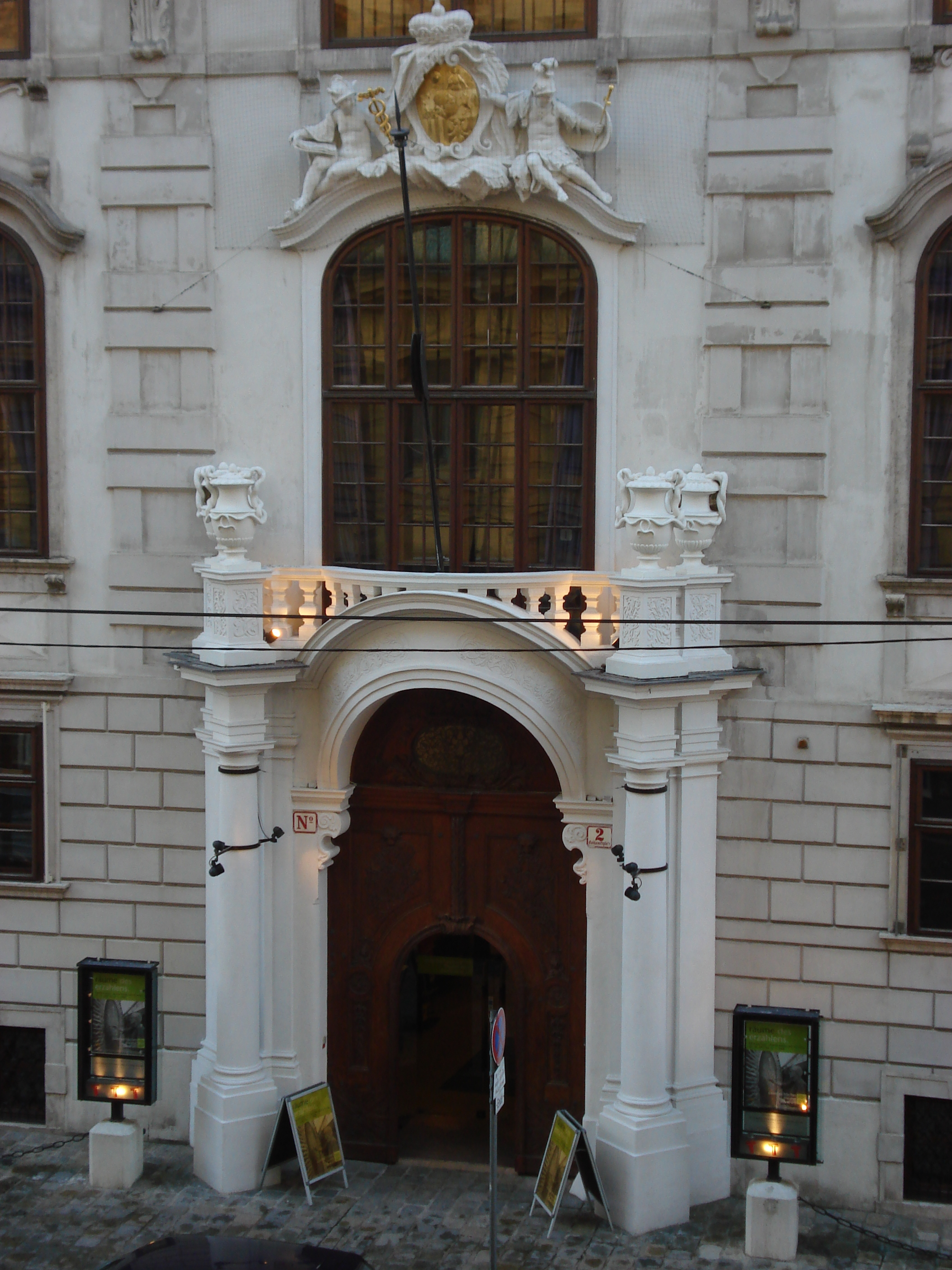
Portail de Fischer von Erlach
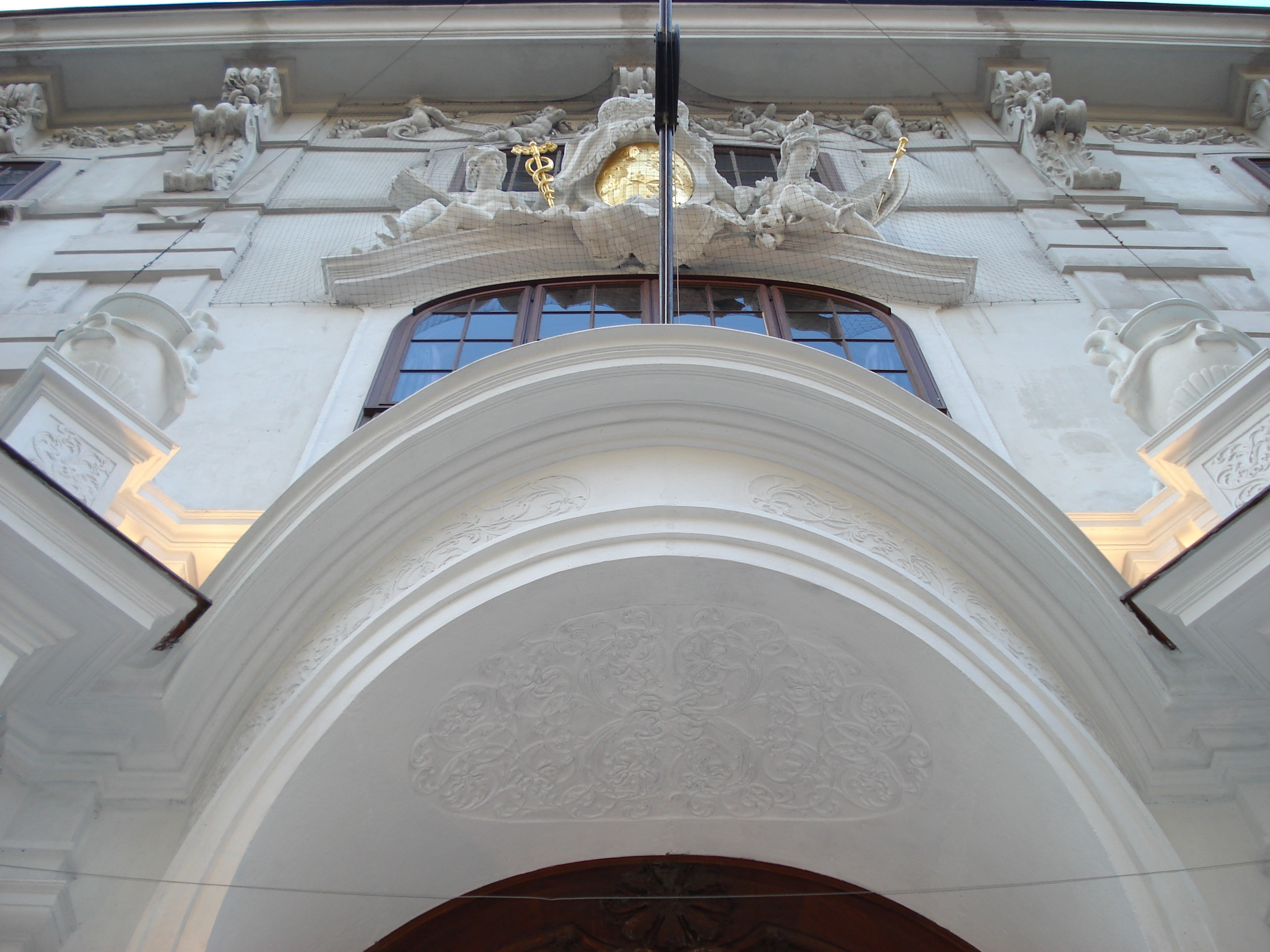
Détail du portail
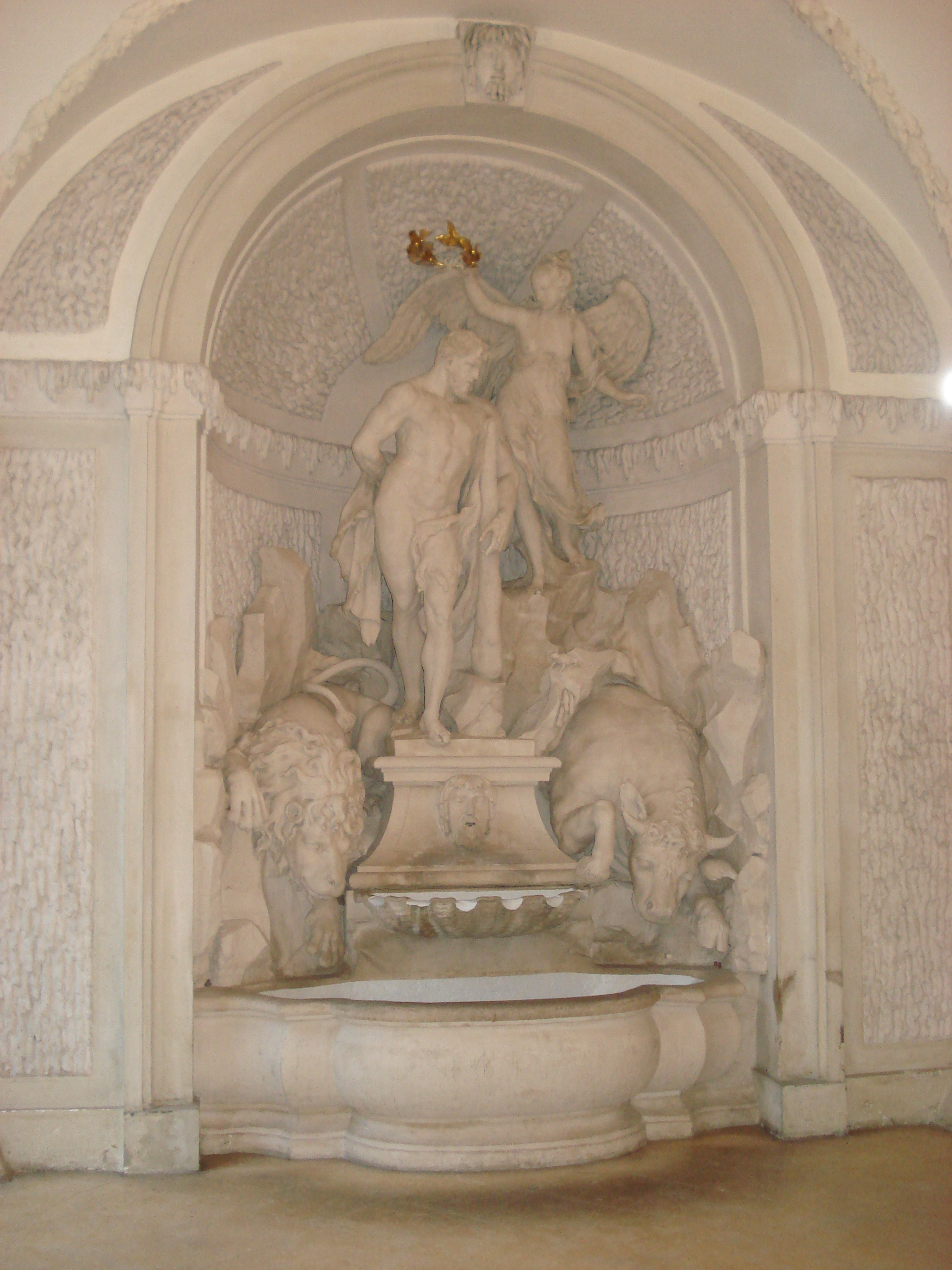
Fontaine d'Hercule
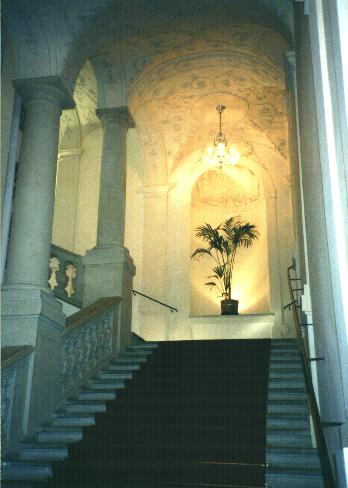
Escaliers